# Cool Valley
Cool Valley ist eine City im St. Louis County im US-Bundesstaat Missouri. Das U.S. Census Bureau hat bei der Volkszählung 2020 eine Einwohnerzahl von 1.039 ermittelt.

## Geographie
Die Koordinaten von Cool Valley liegen bei 38°43'38" nördlicher Breite und 90°18'22" westlicher Länge.
Nach Angaben der United States Census 2010 erstreckt sich das Stadtgebiet von Cool Valley über eine Fläche von 1,22 Quadratkilometer (0,47 sq mi).

## Bevölkerung
Nach dem United States Census 2010 lebten in Cool Valley 1196 Menschen verteilt auf 440 Haushalte und 303 Familien. Die Bevölkerungsdichte betrug 980,3 Einwohner pro Quadratkilometer (2544,7/sq mi).
Die Bevölkerung setzte sich 2010 aus 11,8 % Weißen, 84,5 % Afroamerikanern, 0,4 % Asiaten, 0,3 % amerikanischen Ureinwohnern, 0,6 % aus anderen ethnischen Gruppen und 2,4 % stammten von zwei oder mehr Ethnien ab.
In 36,6 % der Haushalten lebten Personen unter 18 Jahre und in 8,4 % Menschen die 65 Jahre oder älter waren. Das Durchschnittsalter betrug 36,2 Jahre und 45,4 % der Einwohner waren Männlich.

## Belege
1. ↑  Explore Census Data Total Population in Cool Valley city, Missouri. Abgerufen am 2. Februar 2023.
2. ↑   United States Census
3. ↑   American Fact Finder